# 卓蘭鎮

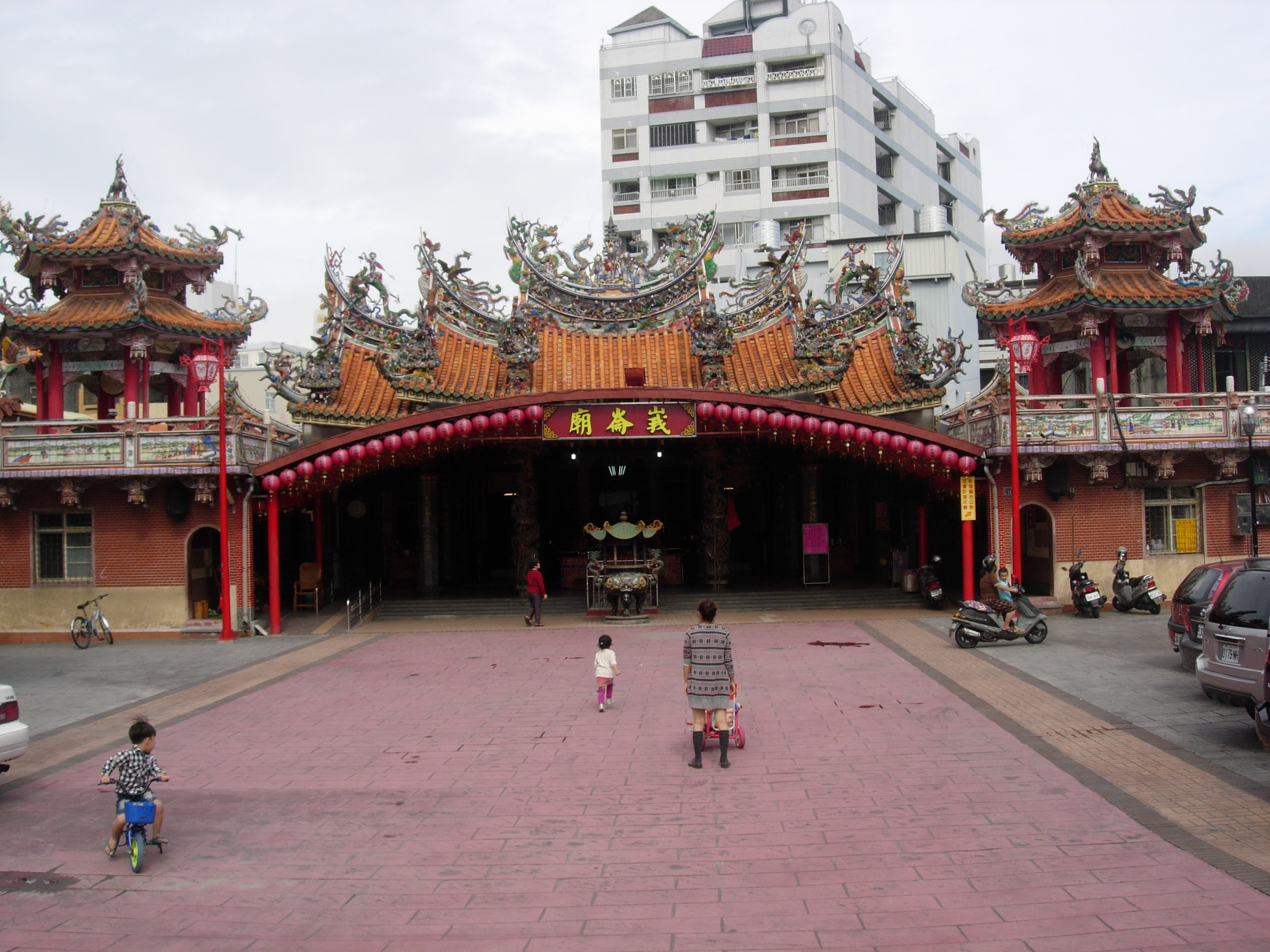
峩崙廟

卓蘭鎮（ジュオラン/たくらん-ちん）は、台湾苗栗県の鎮。

## 地理
卓蘭鎮は苗栗県の最南端に位置している。東は泰安郷，西は鯉魚潭ダムで三義郷，北は景山渓で大湖郷と、南は大安渓で台中市東勢区及び和平区と接している。地形は山岳地帯が大部分を占めており、標高は300m～700mの間となっている。土壌は砂礫が主であり、大部分が酸性となっており、土壌成分内の有機物がきわめて低い。年間平均気温は24℃、年間降水量は2,100mmであるが、降雨は5-6月及び8-10月に集中している。

## 行政区
| 里                                                                                     |
| -------------------------------------------------------------------------------------- |
| 老庄里、新栄里、新厝里、中街里、内湾里、上新里、苗豊里、豊田里、坪林里、景山里、西坪里 |

## 歴代鎮長
| 代 | 氏名 | 任期 |
| -- | ---- | ---- |

## 教育

### 高級中学
- 国立卓蘭実験高級中学

## 交通
| 種別 | 路線名称 | その他 |
| ---- | -------- | ------ |
| 省道 | 台3線    |        |

## 観光
- 大安渓大峡谷
- 卓蘭発電所（中国語版）
- 白布帆峡谷（中国語版）
- 峩崙廟（中国語版）
- 鯉魚潭ダム湖（中国語版）